# عمارة النرويج

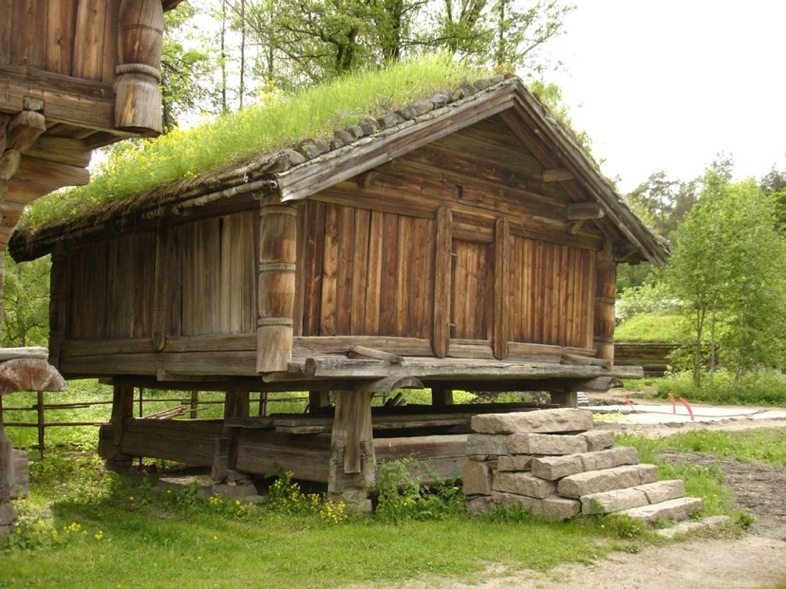
منزل نرويجي يعود للقرن التاسع عشر

تطورت عمارة النرويج استجابة للظروف الاقتصادية المتغيرة والتقدم التكنولوجي والتقلبات الديموغرافية والتحولات الثقافية. تظهر التأثيرات المعمارية الخارجية واضحة في كثير من المعالم المعمارية في النرويج، وهي غالبًا ما تكيفت مع الظروف المناخية النرويجية، بما في ذلك: فصول الشتاء القاسية والرياح الشديدة والرذاذ الملحي في المناطق الساحلية.
يُنظر إلى الاتجاهات المعمارية في النرويج على أنها موازية للتغيرات السياسية والاجتماعية التي حصلت في النرويج على مر العصور. قبل عصر الفايكنج، أصبحت الهياكل الخشبية حرفة متطورة وهي واضحة في البناء الأنيق والفعال لسفن الفايكنج الطويلة. بعد ذلك، تسبب ظهور المسيحية في إدخال الهندسة المعمارية الرومانية إلى الكاتدرائيات والكنائس التي تميزت بالأقواس المدببة قليلًا والعقادة والدعامات الصليبية التي تدعم الأقبية والأقبية المتعامدة، وقد حصل ذلك في جزء كبير منه نتيجة للتأثير الديني لإنجلترا.
في العصور الوسطى، فرضت الجغرافيا اقتصادًا وتوزعًا سكانيًا مشتتين. ظلت ثقافة المزرعة التقليدية في النرويج قوية، واختلفت النرويج عن معظم البلدان الأوروبية في عدم تبنيها لنظام الإقطاعية، إلى جانب التوافر السريع للخشب باعتباره مادة للبناء، مع التأكيد على وجود أمثلة قليلة نسبيًا في النرويج من أنماط العمارة الباروكية وعمارة عصر النهضة والروكوكو، التي بنتها الطبقات الحاكمة في كثير من الأحيان في أماكن أخرى من أوروبا.
بدلًا من ذلك، أسفرت هذه العوامل عن تقاليد مميزة في الهندسة المعمارية النرويجية العامة، التي حوفظ عليها في المزارع الموجودة في العديد من المتاحف النرويجية في الهواء الطلق والتي عرضت المباني المنتمية للفترة بين العصور الوسطى حتى القرن التاسع عشر، وتشمل الأمثلة البارزة منها متحف الفنون الشعبية في أوسلو ومايهاغن في ليلهامر، بالإضافة إلى المباني الموجودة التي ما تزال تمارس وظيفتها في المزارع مثل تلك الموجودة في وادي هايدال.
تميزت الهندسة المعمارية النرويجية في القرن العشرين بصلتها بالسياسة الاجتماعية النرويجية من ناحية، والابتكار من ناحية أخرى. جرى التعرف على المهندسين المعماريين النرويجيين من خلال أعمالهم، سواء داخل النرويج –حيث تُعتبر الهندسة المعمارية تعبيرًا عن السياسة الاجتماعية- وخارج النرويج، في العديد من المشاريع المبتكرة.

## الميزات العامة
لطالما تميزت العمارة في النرويج بحاجتها إلى إيواء الأشخاص والحيوانات والممتلكات من الطقس القاسي، بما فيها فصول الشتاء الباردة والصقيعية وهطول الأمطار الغزيرة في مناطق معينة والرياح والعواصف، وبالاستفادة القصوى من موارد البناء الشحيحة. كانت البنية التحتية حتى العصر الحديث بدائية أيضًا، وكان على البنائين الاعتماد إلى حد كبير على المواد المتاحة محليًا.

## لمحة تاريخية

### ما قبل التاريخ
تمكن علماء الآثار من اكتشاف الآثار أو الأساسات لنحو 400 منزل من عصور ما قبل التاريخ التي كانت مخبأة في السابق تحت الأرض، وذلك بفضل الأساليب الجديدة للتنقيب في التربة السطحية. قبل هذا، وُجد فقط 200 موقع تمكن رؤيته في الطبقة السطحية. حاول علماء الآثار الاسكندنافيون على مدار القرن العشرين إعادة بناء منازل ما قبل التاريخ. تُعد مستوطنة العصر البرونزي في فورساند في ريفيلك ومزرعة العصر الحديدي في أولاندهاوغ أكبر مشروعين لإعادة الإعمار في النرويج. هناك أيضًا إعادة بناء منزل زعيم كبير من عصر الفايكنج في بورغ في لوفوتين.
تُستمد معظم المواد الأثرية من الدراسات الاستقصائية التي أُجريت في القرن العشرين والحفريات التي أُجريت في المدن الكبرى على مدى 25 سنة ماضية [ابتداء من عام 2003]، بما في ذلك عمليات المسح الأثرية منذ الثمانينيات حتى التسعينيات.
يرجع تاريخ أقدم آثار في النرويج إلى نحو 9000 قبل الميلاد، وهي تقع في المناطق الجبلية بالقرب من ستور ميرفاتن في روغالاند المعاصرة، حيث وجدت الحفريات مساكن قابلة للنقل استخدمها على الأرجح صيادو الرنة البدو. عُثر على خيام مماثلة أقل عمرًا في أماكن أخرى على طول الساحل الغربي: كولسنس في أويغاردن في هوردلاند وفي سليتنس وسوري ومورتينسيس بالقرب من نيسيبي في فينمارك، ويعود تاريخها إلى نحو 6500 قبل الميلاد في فوسينسترومن بالقرب من رادوي في هوردلاند. يجب أن يكون صيادو العصر الحجري قد استخدموا مثل هذه الهياكل البسيطة للخيام وأكواخ العشب، التي يمكن أن تكون مشابهة لتلك التي ما تزال تُستخدم من قبل البدو الساميين من ناحية المبدأ، باستخدام قضبان مستقيمة أو على شكل خطاف. امتلكت أكواخ العشب الأقدم أرضية بشكل دائري تقريبًا وبُنيت بمجموعتين من المزالج على شكل خطاف (العوارض الخشبية التي تتعارض عند حافة السطح)، شكلت السقف والجدران باعتبارهما عنصرًا واحدًا. يُحتمل أنهم جعلوا من الجلود والأعمدة الخشبية مواد لبناء الأكواخ.
أصبحت هذه الخيام مع مرور الوقت شبه دائمة؛ إذ قدمت أساسًا بسيطًا يسمح للناس بالبقاء في مكان واحد لأجزاء أطول من السنة. يبلغ قطر هذه المنازل 3-6 مترًا وتغطي مساحة 20 مترًا مربعًا، عُثر عليها بفضل حفر بيضاوية الشكل أثناء البحث عن الحجارة. كان من الممكن أن يوجد مدفأة في وسط المبنى، ومن الممكن أن الأرضية قد غُطيت في جزء منها بمنصة قد تُستخدم للنوم. حُفرت جزئيًا في الأرض باستخدام أسوار خارجية من التراب والحجارة. يمكن العثور على آثار هذه المنشآت على طول الساحل بأكمله، ولكن بشكل خاص في الشمال: ليكسا في سور تروندلاغ وفلاتينير في نور نروندلاغ ومورتينسيس في فينمارك. تقع أبرز هذه المنشآت في أرخبيل فيغا، وأصبحت اليوم أحد مواقع التراث العالمي لليونسكو.
هناك العديد من الحالات التي عُثر فيها على العديد من المنازل ضمن كتلة واحدة. يُشير هذا إلى أن مجموعات عائلية متعددة عاشت معًا في نفس المكان. اسُتخدمت مثل هذه المنازل في فيغا في عام 7000 قبل الميلاد، واستمر استخدامها حتى بعد 5000 عام من ذلك، وخلال الانتقال من العصر الحجري إلى العصر البرونزي نحو عام 1800 قبل الميلاد. أصبحت المنازل في هذه المرحلة أكبر حجمًا واكتسبت شكلًا مستطيلًا، إذ بلغت مساحتها نحو 70 مترًا مربعًا، في غريسباكن في نيسبي في فينمارك. كشفت الحفريات أن الجدران الداخلية كانت محمية بمتاريس سميكة من الحجر والخث، وهناك دليل على وجود عدة مداخل عبر هذا الجدار. ما تزال طريقة بناء سقف هذه المباني غير مؤكدة. من الصعب استنتاج ما إذا كانت الأساسات تقع على الأسوار أو في أعلى الدعامات. نظرًا إلى كونه من غير المألوف العثور على العديد من المواقد على طول المحور الأوسط للمنزل، فقد استُنتج أن العديد من العائلات بقيت بشكل جماعي في هذه المنازل الكبيرة.
ربما بُنيت أول المساكن الدائمة بين 3000 و2000 قبل الميلاد، مع دخول الزراعة إلى النرويج. تُشير الأدلة المتوفرة إلى أن الخشب كان أكثر مواد البناء استخدامًا لهذه الهياكل. عادة ما تجمع مساكن العصر الحديدي بين مأوى الحيوانات والبشر في المنازل الطويلة للحفاظ على الحرارة. نُقب عن آثار المنشآت التي تنتمي للفترة بين العصر الحجري حتى العصر البرونزي والعصر الحديدي في فورساند في ريفيلك، بالقرب من ستافانغر ومن المواقع الأخرى. امتلكت معظم البيوت الطويلة التي ترجع إلى ما قبل التاريخ أزواجًا من دعائم السقف الحامل التي قسمت المناطق الداخلية إلى 3 أروقة وجدران الحسيكة وسياج الطين أو العشب. عُثر على مبانٍ مماثلة في جميع أنحاء شمال غرب أوروبا.